# Zagvozd
Zagvozd – wieś w Chorwacji, w żupanii splicko-dalmatyńskiej, siedziba gminy Zagvozd. W 2011 roku liczyła 767 mieszkańców.
Leży na obszarze Dalmacji, 19 km na południowy zachód od Imotskiego, na wysokości 428 m n.p.m., pomiędzy masywem górskim Biokovo a Imotskim poljem.